# Liste der Landschaftsschutzgebiete in Schweinfurt
In Schweinfurt gibt es zwei Landschaftsschutzgebiete. (Stand: November 2018)

## Hinweise zu den Angaben in der Tabelle
- Gebietsname: Amtliche Bezeichnung des Schutzgebietes
- Bild/Commons: Bild und Link zu weiteren Bildern aus dem Schutzgebiet
- LSG-ID: Amtliche Nummer des Schutzgebietes
- WDPA-ID: Link zum Eintrag des Schutzgebietes in der World Database on Protected Areas
- Wikidata: Link zum Wikidata-Eintrag des Schutzgebietes
- Ausweisung: Datum der Ausweisung als Schutzgebiet
- Gemeinde(n): Gemeinden, auf denen sich das Schutzgebiet befindet
- Lage: Geografischer Standort
- Fläche: Gesamtfläche des Schutzgebietes in Hektar
- Flächenanteil: Anteilige Flächen des Schutzgebietes in Landkreisen/Gemeinden, Angabe in % der Gesamtfläche
- Bemerkung: Besonderheiten und Anmerkungen

Bis auf die Spalte Lage sind alle Spalten sortierbar.
| Gebietsname                                                                                      | Bild/Commons   | LSG-ID       | WDPA-ID | Wikidata  | Ausweisung | Gemeinde(n) | Lage     | Fläche ha | Flächenanteil                                        | Bemerkung |
| ------------------------------------------------------------------------------------------------ | -------------- | ------------ | ------- | --------- | ---------- | ----------- | -------- | --------- | ---------------------------------------------------- | --------- |
| Landschaftsschutz der Mainleite im Bereich der Stadt Schweinfurt und des Landkreises Schweinfurt | weitere Bilder | LSG-00075.01 | 395499  | Q59633642 | 1956       |             | Position | 40,89     | Schweinfurt (86,5 %), Landkreis Schweinfurt (13,5 %) |           |
| Schutz eines Landschaftsteils im Bereich der Stadt Schweinfurt und des Landkreises Schweinfurt   |                | LSG-00084.01 | 395505  | Q59633643 | 1956       |             | Position | 31,55     | Schweinfurt (76,9 %), Landkreis Schweinfurt (23,0 %) |           |